# Massacre em Béziers

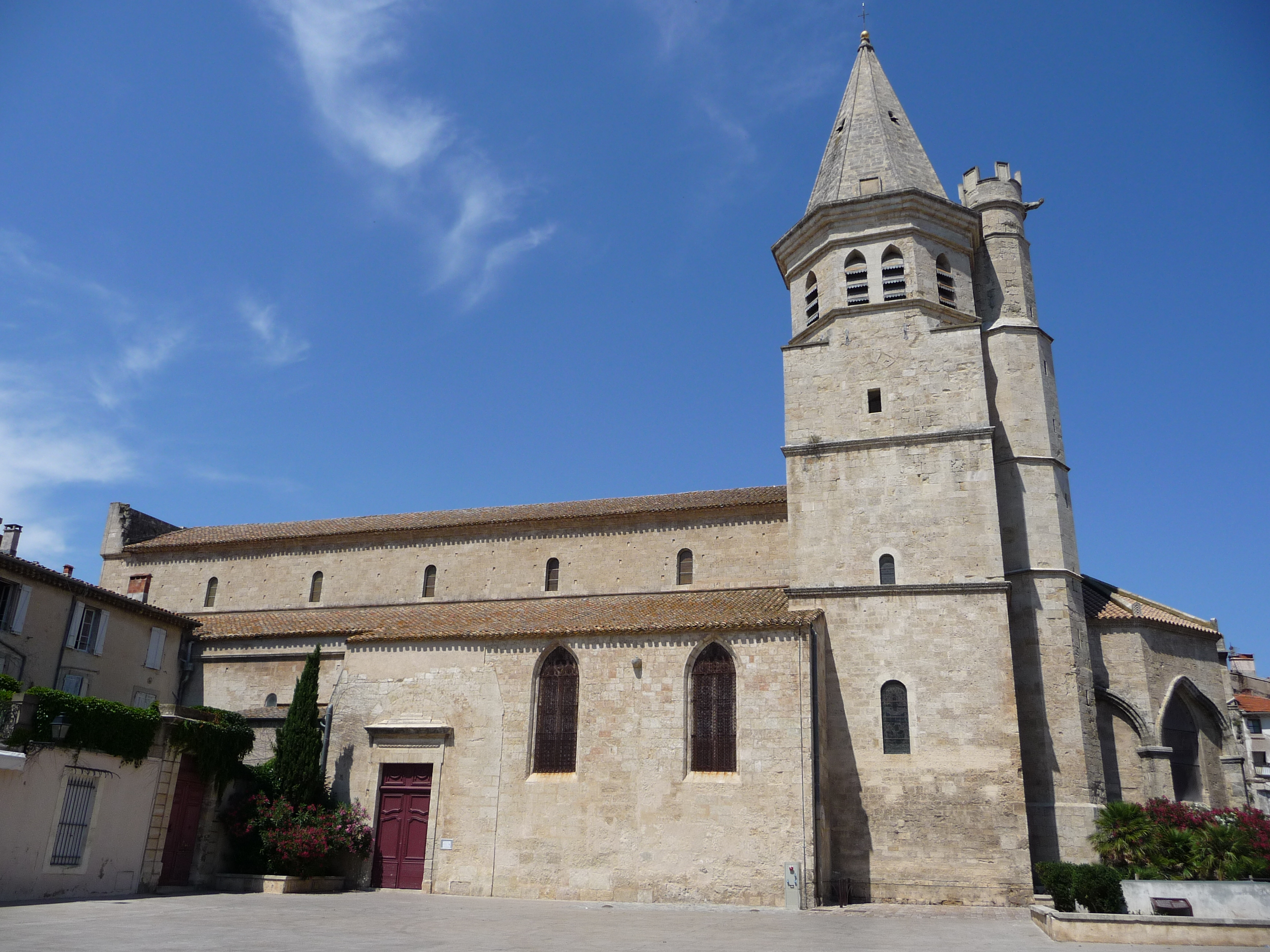
A igreja de Santa Maria Madalena, onde 7 000 pessoas foram massacradas de acordo com Pedro de Vaux-de-Cernay

O massacre de Béziers foi o massacre da população da cidade de Béziers ocorrido em 22 de julho de 1209 nas mãos do exército cruzado. Foi a primeira grande operação militar da Cruzada Albigense.

## Antecedentes
Depois que o Papa Inocêncio III proclamou uma cruzada para erradicar o catarismo de Languedoc, um exército de cruzados composto por cavaleiros e sua comitiva (na maioria originários do norte da França), soldados profissionais, bandos de mercenários (routiers) e peregrinos, reuniu-se em Lyon, de onde ele partiu nos primeiros dias de julho de 1209. Muitos participantes estavam convencidos de que a " indulgência dos cruzados " que oficialmente absolvia seus pecados também garantia que eles não sofreriam nenhuma punição na vida após a morte.
Béziers foi a primeira grande fortaleza cátara que os cruzados encontrariam em seu caminho para Carcassonne. Era bem fortificado, amplamente abastecido e capaz de resistir a um longo cerco. Raimundo VI de Toulouse, que até então havia apoiado os cátaros, preferiu trocar de lado e juntou-se aos cruzados em Valence, deixando os cátaros sem seu principal patrono. Raymond Roger Trencavel, visconde de Béziers e Carcassonne interceptou o exército cruzado em Montpellier na tentativa de negociar uma solução pacífica, reafirmando sua plena adesão à fé católica. As condições que lhe foram impostas para a rendição, no entanto, foram consideradas inaceitáveis, e o visconde deixou Montpellier às pressas para preparar as defesas de seus bens. A caminho de Carcassonne, parou em Béziers, prometendo reforços e levando consigo alguns cátaros e judeus.

## O cerco e saque de Béziers
Comandado pelo legado papal do abade de Citeaux, Arnaud Amaury, o exército cruzado alcançou os arredores de Béziers em 21 de julho. Enquanto os soldados montavam acampamento, o bispo de Béziers, Reginaldo de Montpeyroux, tentou negociar para evitar derramamento de sangue. Ele voltou a Béziers com a mensagem de que a cidade seria poupada desde que ele entregasse todos os seus cidadãos heréticos. O bispo então elaborou uma lista de 222 indivíduos, a maioria cátaros, alguns valdenses, provavelmente todos  líderes de suas comunidades. Mas em uma assembléia realizada na catedral, foi decidido que essas pessoas não poderiam ser entregues, pois gozavam de amplo apoio dentro da cidade. Então o bispo pediu aos católicos que deixassem a cidade para se salvarem dos cruzados. No entanto, esta proposta foi rejeitada pelos habitantes da cidade, que se sentiam mais seguros dentro das muralhas e que não tinham intenção de abandonar os seus concidadãos. Eventualmente, o bispo deixou a cidade com apenas alguns católicos a reboque.
Em 22 de julho, os cruzados ainda estavam empenhados em montar o acampamento e precisariam de mais alguns dias antes de poderem iniciar um verdadeiro cerco. Um grupo de soldados (provavelmente simples civis armados da cidade) saiu pelo portão em direção ao Orb. Quando eles encontraram um grupo de routiers e peregrinos se lavando no rio, um breve confronto se seguiu e logo o punhado de cidadãos se viu em menor número e teve que recuar completamente em desordem. Os routiers aproveitaram-se imediatamente do caos, invadiram as paredes que não estavam devidamente guarnecidas e entraram pela porta deixada aberta, tudo sem terem recebido ordens. Os cavaleiros cruzados, percebendo que as defesas haviam sido violadas pelas forças mercenárias, logo se juntaram à batalha, subjugando a guarnição da pequena cidade. A cidade estava condenada.
Os routiers invadiram as ruas, matando e saqueando, enquanto muitos cidadãos buscavam refúgio nas igrejas da cidade: a Catedral de Béziers e as igrejas de Santa Maria Madalena e São Judas. No entanto, nem mesmo os lugares sagrados ofereciam proteção contra a fúria cega dos invasores. As portas das igrejas foram arrombadas e todos os que estavam dentro foram mortos. Embora os cavaleiros não fizessem nada para impedir a matança, eles logo intervieram para reivindicar os tesouros e objetos de valor da cidade para si mesmos. Em retaliação, os routiers queimaram os prédios, destruindo a maior parte do saque, e os cruzados foram rapidamente forçados a sair da cidade em ruínas.

### "Mate todos eles; Deus conhecerá os seus"
A versão do cerco descrita por Amaury em sua carta ao Papa Inocêncio em agosto de 1209, relata:
Com efeito, como não há força nem astúcia contra Deus, enquanto ainda se discutiam com os barões para garantir a segurança dos que eram considerados católicos na cidade, os criados e outras pessoas de baixo escalão atacaram impotentes a cidade sem esperar por ordens de seus líderes. Para nosso espanto, gritando "Às armas, às armas!", no espaço de duas ou três horas atravessaram os fossos e muralhas, e Béziers foi tomada. Nossos homens não pouparam ninguém, independentemente de posição, sexo ou idade, e colocaram cerca de 20 000 pessoas na espada. Após este grande massacre, toda a cidade foi despojada e queimada, enquanto a vingança divina milagrosamente se enfurecia contra ela.
Cerca de vinte anos depois, Cesário de Heisterbach relata este relato do massacre:
Quando descobriram, pelas confissões de alguns deles, que havia católicos misturados com hereges, disseram ao abade: "Senhor, o que devemos fazer, já que não podemos distinguir entre os fiéis e os hereges?". O abade, como os outros, temia que muitos, por medo da morte, se fizessem passar por católicos e, após a sua partida, voltassem à sua heresia, e diz-se que ele respondeu "Caedite eos. Novit enim Dominus qui sunt eius – Mata todos eles, porque o Senhor sabe quem são seus” (2 Tm 2.19) e assim incontáveis naquela cidade foram mortos.
Embora seja muito duvidoso que o abade tenha proferido essas palavras - também parafraseadas como "Mate todos eles; Deus reconhecerá os seus" ou "Mate todos eles e deixe que Deus os reconheça" - é bastante duvidoso que elas representassem totalmente o espírito do assalto e que os cruzados realmente pretendiam massacrar os habitantes. De fato, se por um lado os cruzados permitiram que os bandidos matassem sem distinção, sem poupar mulheres ou crianças, por outro lado eles prontamente intervieram para impedir os saques.
O relato de Amaury de que 20 000 morreram provavelmente foi exagerado, assim como o de Pedro de Vaux de Cernay , de que 7 000 foram mortos apenas na igreja de Santa Maddalena. De fato, estima-se que a população da cidade na época estivesse entre 10 000 e 14 500 habitantes e um número desconhecido deles pode ter escapado do massacre. Christopher Tyerman afirma que "o número verdadeiro era quase certamente muito menor". O historiador Laurence W. Marvin chama a exortação de Amaury de "apócrifa", acrescentando que "a velocidade e a espontaneidade do ataque indicam que o legado pode não ter realmente sabido o que estava acontecendo até que tudo acabasse". Marvin afirma que "sem dúvida a maior parte da população e edifícios de Beziers sobreviveu" e que a cidade "continuou a funcionar como um grande centro populacional" mesmo após o ataque.

## Consequências
Os cruzados obtiveram uma vitória rápida e devastadora. Horror e medo se espalharam pela terra e muitos castelos e cidades se submeteram sem mais resistência. Carcassonne caiu em um mês e Raymond Roger Trencavel morreu na prisão no final daquele ano, enquanto suas terras foram dadas a Simon IV de Montfort. No entanto, os cruzados perderam o apoio da população católica local e se tornaram uma força de ocupação odiada.  "A partir daí, o apoio ou oposição aos cruzados foi determinado em grande parte por considerações seculares."  A guerra durou anos até que o rei francês entrou e tomou posse de Languedoc.
Durante o incêndio na cidade, a catedral foi seriamente danificada pelas chamas e desabou. Uma placa em frente à catedral comemora o "dia da carnificina" perpetrado pelos "barões do norte". Partes da catedral românica sobreviveram e os trabalhos de restauração começaram em 1215. A reconstrução, juntamente com a do resto da cidade, continuou até o século XV.